# Abitain
 Abitain  (en euskera Abitaine, en occitano Avitenh) es una población y comuna francesa, en la Región de Nueva Aquitania, departamento de Pirineos Atlánticos, en el distrito de Santa María de Olorón y cantón de Orthez y Tierras de Ríos y Sal.

## Historia
De 1793 a 2015 formó parte del cantón de Salvatierra de Bearne

## Demografía
| Gráfica de evolución demográfica de Abitain entre 2006 y 2018 |
|                                                               |

Fuentes: INSEE.

## Economía
La principal actividad es la agrícola. Entre la actividad agrícola se encuentra un aserradero.